# ギオルギ・アプツィアウリ
ギオルギ・アプツィアウリ（グルジア語: გიორგი აფციაური、グルジア語ラテン翻字: Giorgi Aptsiauri、1994年11月20日 – ）は、ジョージアのラグビーユニオン選手。主たるポジションはウィング及びフルバック。AIAクタイシ所属。

## 概要
ジョージア代表への選出経験があり、2015年ラグビーワールドカップに出場した。